# Burnett Bolloten
Œuvres principales
- La Révolution espagnole
- La Guerre d'Espagne : Révolution et contre-révolution

Burnett Bolloten, né en 1909 à Bangor (Pays de Galles, Royaume-Uni) et mort en novembre 1987 à Sunnyvale (Californie, États-Unis), est un historien spécialiste de la guerre civile et de la Révolution sociale espagnoles.

## Biographie
Burnett Bolloten se forme à l'école polytechnique de Regent Street, à Londres. À seize ans, il fréquente l'école supérieure de Neuchâtel, en Suisse, où il étudie pendant un an avant de rejoindre l'entreprise familiale, une bijouterie.
En 1929, il décide de voyager à l'étranger pour élargir ses connaissances et pour se former au journalisme. Pendant les quatre années suivantes, il visite la France, l'Espagne, l'Italie, l'Allemagne, l'Afrique du Nord et le Moyen-Orient. Il étudie les langues étrangères, l'histoire et les sciences politiques avant de s'essayer au métier de pigiste.
Bolloten gagne sa vie comme professeur d’anglais ; comptable et réceptionniste dans un hôtel de Bastia, en Corse ; et secrétaire pour un grand propriétaire de Tunis, en Afrique du Nord au consulat britannique du Liban et enfin pour le commandant de la base aérienne de la Royal Air Force d'Ismaïlia, en Égypte. En 1932, il arrive en Allemagne au moment de la première grande crise politique de la Grande Dépression et y reste jusqu'à l'arrivée au pouvoir d'Adolf Hitler l'année suivante.
De retour à Londres, il écrit des articles sur la finance pour un courtier, avant de rejoindre en 1935 le bureau londonien de l'agence United Press.
Correspondant de presse, il se trouve en vacances en Espagne lorsqu'éclate la Guerre d'Espagne et la révolution. Il couvre le conflit pour l'agence United Press, qui l'envoie sur le front aragonais, puis à Madrid, Valence et Barcelone, les principaux foyers d'activité politique, où il commence à collecter tous les documents accessibles. Il est alors loin de s'imaginer qu'il passera les 50 années suivantes à rassembler, trier et assimiler une des plus grandes collections de sources et de documents concernant les événements espagnols.
En 1938, Bolloten quitte l'Espagne, se marie et s'embarque pour le Mexique. Il projette d'écrire un bref récit des événements politiques de la guerre, mais quelques mois plus tard, après la fin du conflit, les réfugiés débarquent d'Espagne par milliers. Il décide alors d'élargir ses recherches et d'écrire une histoire générale en profitant des nouveaux documents et éléments qui s'offrent à lui. Aidé de son épouse, Gladys Eve Green, grâce à quelques économies obtenues par un petit héritage et à la vente de documents à des bibliothèques aux États-Unis, il commence un travail de recherche et d'enquête à une échelle plus adaptée au besoin. Ces documents, qui constituent l'une des sommes les plus importantes sur cette guerre, sont maintenant archivés au Hoover Institute de l'Université Stanford.
À partir de ce moment, il lit ou relit plus de mille numéros de journaux et périodiques publiés durant la guerre et les années d'exil, plus de trois mille livres et dépliants ainsi que de nombreux documents publiés ou inédits. Cette masse de documents n'ayant été rassemblée ni dans une seule institution ni dans un seul pays, il faut se la procurer en Espagne, en Grande-Bretagne, en France, en Allemagne, en Italie ou aux États-Unis et au Mexique et dans d'autres républiques d'Amérique du Sud, où des milliers d'Espagnols se sont réfugiés après la guerre. En 40 ans de recherche et d'enquête, Bolloten correspond avec ou interviewe de nombreux réfugiés (dont Jaime Balius) et ne cesse de passer au peigne fin les grandes bibliothèques et institutions à la recherche de nouveaux documents. Il obtient 120 000 microfilms à partir de ces seules sources et passe des années à tenter de mettre de l'ordre et du sens dans cette somme gigantesque de documents, qu'il a souvent fallu consulter plusieurs fois.
En 1949, Bolloten émigre aux États-Unis, s'installe à Sunnyvale (Californie) et obtient la nationalité américaine en 1955. Son pécule est alors presque épuisé, ce qui l'oblige à revoir son projet de livre à la baisse. En 1959, sans cesser de rechercher de nouveaux documents, il commence à travailler dans l'immobilier pour devenir indépendant financièrement et, à terme, travailler à plein temps sur son projet historique.
En 1961, The Grand Camouflage est publié. De 1962 à 1965, il est invité par le professeur Ronald Hilton, directeur de l'Institut d'études hispano-américaines et luso-brésiliennes, à faire cours et à diriger des travaux sur la Guerre d'Espagne à la Bolivar House de Stanford University. En 1970, il commence à travailler sur une version révisée, The Spanish Revolution, traduite en français sous le titre La Révolution espagnole, qui paraît en France en 1977 aux éditions Ruedo Ibérico, aux États-Unis (1979) et en Espagne (1980).
En 1978, grâce aux nouveaux matériaux, qu'il n'a cessé d'amasser, il commence à travailler sur une nouvelle version complétée. Juste avant sa mort d'un cancer en 1987, Bolloten parvient à achever son grand œuvre fruit de 50 ans de recherches et d'analyses, The Spanish Civil War: Revolution and Counterrevolution, qui est publié à titre posthume en Espagne par Alianza Editorial en 1989, aux États-Unis par University of North Carolina Press en 1991 et en France par les Éditions Agone en 2014.
Ses livres ont eu une grande influence sur d'autres historiens comme Stanley G. Payne et un impact considérable sur l'historiographie même de la guerre. Ses travaux ont ouvert le chemin aux spécialistes de cette période tourmentée de l'histoire de l'Espagne.

## La Révolution espagnole: la gauche et la lutte pour le pouvoir
Dans The Grand Camouflage, dont le titre en français est La Révolution espagnole: La Gauche et la lutte pour le pouvoir (traduit par Élisabeth Scheidel-Buchet, éd. Ruedo Ibérico, 1977), Bolloten analyse à la suite de George Orwell et de son Hommage à la Catalogne (éd. Champ libre, Paris), de Gerald Brenan (Le Labyrinthe espagnol) et de Franz Borkenau (Spanish cockpit) la façon dont le Parti communiste espagnol a encouragé le gouvernement républicain à minimiser, voire occulter, l'ampleur de la révolution sociale menée dès 1936 par les syndicats et les anarchistes. Le parti s'est donc conformé à la stratégie de Front populaire à cause d'une décision du Komintern mais aussi pour ménager la possibilité d'un soutien français et britannique au gouvernement républicain.
Le livre raconte, par exemple, comment le Parti communiste arme les petits entrepreneurs et commerçants en Catalogne afin qu'ils défendent leurs propriétés face au processus de collectivisation qui était entrepris par les révolutionnaires.
Pour Bolloten, « la Révolution espagnole fut par bien des aspects plus accomplie et plus profonde que la Révolution russe. Il n'y a pas d'autre exemple dans l'histoire d'un cas de dissimulation internationale des faits comme celui-ci. »
The Grand Camouflage fait sensation à sa sortie en 1961. La controverse conduit l'auteur à une nouvelle édition, plus complète et plus argumentée. Ce livre est capital pour des historiens comme Gabriel Jackson, Miguel Amorós ou Bartolomé Bennassar. De fait, le livre de Bolloten est devenu une référence obligée pour tout historien de la Guerre d'Espagne.
Guy Debord compare le ton employé par Bolloten à celui de Thucydide et Machiavel pour son côté impassible et objectif. Miguel Amorós considère le livre de Bolloten comme le meilleur sur la guerre.

## Œuvres
Burnett Bolloten a publié trois ouvrages sur la Guerre d'Espagne :
- The Grand Camouflage: The Communist Conspiracy in the Spanish Civil War, 1961.

- The Spanish Revolution, 1979. Il s'agit d'une version plus élaborée et plus vaste de The Grand Camouflage. En français, La Révolution espagnole : la gauche et la lutte pour le pouvoir est traduit par Élisabeth Scheidel-Buchet, éd. Ruedo Ibérico, 1977.

- The Spanish Civil War: Revolution and Counterrevolution, 1991. Somme monumentale en trois volumes traduite en français en un seul volume par les éditions Agone en 2014 sous le titre La Guerre d'Espagne. Révolution et contre-révolution (1934-1939). En Espagne, ce livre a été publié en un seul volume de plus de 1200 pages. Cet ouvrage couvre toute la période de la guerre, de 1936 à 1939, contrairement aux deux autres ouvrages de Bolloten, qui ne traitent que de la première phase de la guerre et des processus révolutionnaire et contre-révolutionnaire. Il est le fruit de 50 années de recherches et d'analyses[6].